# ثيودور هاغ
ثيودور هاغ (بالألمانية: Theodor Haag)‏ هو لاعب هوكي الحقل ألماني، ولد في 13 مارس 1901 في لو هافر في فرنسا، وتوفي في 28 أغسطس 1956.

## وصلات خارجية
- ثيودور هاغ على موقع اللجنة الأولمبية الدولية (الإنجليزية)
- ثيودور هاغ على موقع أوليمبيديا (الإنجليزية)